# Серки (река)
Серки́ (также Сэрки) — река в Якутии (Россия), левый приток Линде, принадлежит к бассейну реки Лены. Протекает по территории Жиганского района Якутии. Длина — 209 км, площадь водосборного бассейна составляет 2210 км².
Исток реки находится на Центральноякутской низменности на высоте более 317 метров над уровнем моря. Течёт преимущественно в южном направлении, в верховьях протекает через целый ряд некрупных безымянных озёр, по берегам — холмистая лесотундра. В среднем течении русло расширяется до 20-30 м, начинает меандрировать, протекает к западу от крупных озёр Куонара и Мунгурдах. Впадает в Линде слева в 578 км от её впадения в Лену, на высоте 155 м над уровнем моря. В нижнем течении русло сужается до 13 м при глубине 1,2 м.

## Основные притоки
Указаны поименованные притоки длиной 20 км и более.
| Название | Расстояние от устья | Длина | Положение |
| -------- | ------------------- | ----- | --------- |
| Ныкар    | 86                  | 23    | правый    |
| Линдекит | 122                 | 61    | правый    |
| Хатага   | 153                 | 32    | правый    |

## Данные водного реестра
По данным государственного водного реестра России относится к Ленскому бассейновому округу, речной бассейн — Лена, речной подбассейн — Лена ниже впадения Вилюя до устья, водохозяйственный участок — Лена от впадения реки Вилюй до водомерного поста ГМС Джарджан.
Код объекта в государственном водном реестре — 18030900112117500003110.